# 2006-os magyarországi önkormányzati választás
Magyarországon 2006. október 1-jén önkormányzati választást tartottak. A választást a Magyar Köztársaság elnöke írta ki. A választáson a regisztrált választók 53,12%-a vett részt.
A választás az ellenzéki pártok – ezen belül is domináns részben a Fidesz – földcsuszamlásszerű győzelmét hozták, ami (tekintve, hogy a 2002-es önkormányzati választást nagy fölénnyel az MSZP-SZDSZ kormánykoalíció nyerte) jelentősen átrendezte az erőpozíciókat a fővárosi, megyei és városi közgyűlésekben és azok élén.
A fővárosi és a megyei közgyűlési választáson az ellenzéki pártok és szövetségeseik a szavazatok 52,62%-át szerezték meg, szemben a kormánypártok 37,73%-os eredményével. A választás legnagyobb vesztese az SZDSZ volt. Bár budapesti jelöltjük, Demszky Gábor az MSZP támogatásával kis szavazattöbbséggel ismét főpolgármester lett, elvesztették csaknem valamennyi vidéki városi polgármesteri helyüket és a fővárosban is csökkent támogatottságuk.
Szinte valamennyi megyében fideszes többségű önkormányzat alakult, kivéve Somogy megyét, ahol az ellenzéki párt csak a szavazatok felét szerezte meg, illetve Heves megyét, ahol az MSZP-vel szavazategyenlőség alakult ki, az elnöki tisztség körüli több hónapos huzavona után azonban az MSZP frakció maga mellé állított egy fideszes képviselőt.
Lásd még:
- Magyarország megyei önkormányzatai a választók száma szerint
- Magyarország legnagyobb települési önkormányzatai

## Választás típusa
- Budapest (fővárosi kerületek): polgármester, körzeti önkormányzati képviselők, főpolgármester, fővárosi közgyűlés, kisebbségi önkormányzatok megválasztása
- megyei jogú városok: polgármester, körzeti önkormányzati képviselők, kisebbségi önkormányzatok megválasztása
- 10 000 lakos feletti települések: polgármester, körzeti önkormányzati képviselők, megyei közgyűlés, kisebbségi önkormányzatok megválasztása
- 10 000 lakos alatti települések: polgármester, települési önkormányzati képviselők, megyei közgyűlés, kisebbségi önkormányzatok megválasztása

## Eredmények

### Budapest

#### Főpolgármester
| Jelölt        | Párt       | Szavazatok száma | Arány  |
| ------------- | ---------- | ---------------- | ------ |
| Demszky Gábor | SZDSZ-MSZP | 362 289          | 46,86% |
| Tarlós István | független  | 349 412          | 45,20% |
| Katona Kálmán | MDF        | 46 367           | 6,00%  |
| Zsinka László | MIÉP       | 10 791           | 1,40%  |
| Székely Péter | Munkáspárt | 4 212            | 0,54%  |

#### Fővárosi közgyűlés
| Párt                               | Mandátumok |
| ---------------------------------- | ---------- |
| Fidesz-Kereszténydemokrata Néppárt | 30         |
| MSZP                               | 24         |
| SZDSZ                              | 9          |
| MDF                                | 3          |

### Megyei jogú városok polgármesterei
| Város neve       | Győztes                     | Párt                      | Eredmény |
| ---------------- | --------------------------- | ------------------------- | -------- |
| Békéscsaba       | Vantara Gyula               | Fidesz-KDNP-VP            | 52,53%   |
| Debrecen         | Kósa Lajos                  | Fidesz                    | 73,90%   |
| Dunaújváros      | Kálmán András               | MSZP                      | 34,28%   |
| Eger             | Habis László                | Egri Lokálpatrióta Egylet | 52,66%   |
| Érd              | T. Mészáros András          | Fidesz-KDNP               | 45,67%   |
| Győr             | Borkai Zsolt                | Fidesz-KDNP               | 49,53%   |
| Hódmezővásárhely | Lázár János                 | Fidesz-MPP                | 72,17%   |
| Kaposvár         | Szita Károly                | Fidesz-KDNP               | 66,26%   |
| Kecskemét        | Zombor Gábor                | Fidesz                    | 58,10%   |
| Miskolc          | Káli Sándor                 | MSZP-SZDSZ                | 56,31%   |
| Nagykanizsa      | Marton István               | Fidesz-KDNP               | 44,45%   |
| Nyíregyháza      | Csabai Lászlóné             | MSZP                      | 51,72%   |
| Pécs             | Tasnádi Péter               | MSZP                      | 47,67%   |
| Salgótarján      | Székyné dr. Sztrémi Melinda | Fidesz-KDNP               | 40,40%   |
| Sopron           | Fodor Tamás                 | Fidesz-KDNP               | 44,08%   |
| Szeged           | Botka László                | MSZP-SZDSZ                | 57,85%   |
| Székesfehérvár   | Warvasovszky Tihamér        | MSZP-SZDSZ-FPE            | 50,55%   |
| Szekszárd        | Horváth István              | Fidesz-KDNP               | 60,18%   |
| Szolnok          | Szalay Ferenc               | Fidesz-KDNP               | 48,68%   |
| Szombathely      | Ipkovich György             | MSZP-SZDSZ                | 43,60%   |
| Tatabánya        | Bencsik János               | Fidesz                    | 52,77%   |
| Veszprém         | Debreczenyi János           | Fidesz-KDNP               | 51,55%   |
| Zalaegerszeg     | Dr. Gyimesi Endre           | Fidesz-KDNP-Nemzeti Fórum | 60,48%   |

### Megyei közgyűlések
| Jelmagyarázat                    | Jelmagyarázat | Jelmagyarázat | Jelmagyarázat | Jelmagyarázat | Jelmagyarázat | Jelmagyarázat |
| -------------------------------- | ------------- | ------------- | ------------- | ------------- | ------------- | ------------- |
| Helyezés                         | 1.            | 2.            | 3.            | 4.            | 5.            | 6.-           |
| vastag betű - közgyűlési többség |               |               |               |               |               |               |

| A megszerzett megyei közgyűlési helyek | A megszerzett megyei közgyűlési helyek | A megszerzett megyei közgyűlési helyek | A megszerzett megyei közgyűlési helyek | A megszerzett megyei közgyűlési helyek | A megszerzett megyei közgyűlési helyek | A megszerzett megyei közgyűlési helyek | A megszerzett megyei közgyűlési helyek | A megszerzett megyei közgyűlési helyek | A megszerzett megyei közgyűlési helyek | A megszerzett megyei közgyűlési helyek | A megszerzett megyei közgyűlési helyek | A megszerzett megyei közgyűlési helyek | A megszerzett megyei közgyűlési helyek | A megszerzett megyei közgyűlési helyek | A megszerzett megyei közgyűlési helyek | A megszerzett megyei közgyűlési helyek | A megszerzett megyei közgyűlési helyek | A megszerzett megyei közgyűlési helyek | A megszerzett megyei közgyűlési helyek | A megszerzett megyei közgyűlési helyek | A megszerzett megyei közgyűlési helyek | A megszerzett megyei közgyűlési helyek | A megszerzett megyei közgyűlési helyek | A megszerzett megyei közgyűlési helyek |
| -------------------------------------- | -------------------------------------- | -------------------------------------- | -------------------------------------- | -------------------------------------- | -------------------------------------- | -------------------------------------- | -------------------------------------- | -------------------------------------- | -------------------------------------- | -------------------------------------- | -------------------------------------- | -------------------------------------- | -------------------------------------- | -------------------------------------- | -------------------------------------- | -------------------------------------- | -------------------------------------- | -------------------------------------- | -------------------------------------- | -------------------------------------- | -------------------------------------- | -------------------------------------- | -------------------------------------- | -------------------------------------- |
| Közgyűlés létszáma                     | Közgyűlés létszáma                     | Közgyűlés létszáma                     | Közgyűlés létszáma                     | 40                                     | 46                                     | 40                                     | 59                                     | 40                                     | 40                                     | 41                                     | 40                                     | 40                                     | 40                                     | 40                                     | 40                                     | 80                                     | 40                                     | 48                                     | 41                                     | 40                                     | 40                                     | 40                                     | 835                                    | 835                                    |
| #.                                     | Lista                                  | Lista                                  | Lista                                  | BAR                                    | BKK                                    | BÉK                                    | BAZ                                    | CSO                                    | FEJ                                    | GYS                                    | HJB                                    | HEV                                    | JNS                                    | KME                                    | NÓG                                    | PES                                    | SOM                                    | SZB                                    | TOL                                    | VAS                                    | VES                                    | ZAL                                    | ∑                                      | ∑                                      |
| 1.                                     |                                        | Fidesz–KDNP*                           | Fidesz–KDNP*                           | 21                                     | 28                                     | 24                                     | 32                                     | 20                                     | 22                                     | 26                                     | 23                                     | 20                                     | 22                                     | 21                                     | 22                                     | 43                                     | 20                                     | 26                                     | 25                                     | 25                                     | 23                                     | 25                                     | 468                                    | 468                                    |
| 2.                                     |                                        | MSZP                                   | MSZP– SZDSZ                            | 16                                     | 14                                     | 15                                     | 27                                     | 16                                     | 14                                     | 12                                     | 13                                     | 20                                     | 14                                     | 15                                     | 16                                     | 28                                     | 10                                     | 17                                     | 14                                     | 11                                     | 15                                     | 11                                     | 257 41 13                              | 3 1                                    |
|                                        |                                        | SZDSZ                                  | MSZP– SZDSZ                            |                                        | 3                                      | 1                                      |                                        | 16                                     |                                        |                                        | 1                                      |                                        | 2                                      | 1                                      |                                        | 5                                      | 10                                     |                                        |                                        |                                        | 15                                     |                                        | 257 41 13                              | 3 1                                    |
|                                        |                                        | MDF                                    | MDF                                    | 1                                      | 1                                      |                                        |                                        |                                        |                                        | 2                                      | 2                                      |                                        | 1                                      | 1                                      | 2                                      | 4                                      |                                        | 1                                      | 2                                      |                                        | 2                                      |                                        | 19                                     | 19                                     |
|                                        |                                        |                                        |                                        |                                        |                                        |                                        |                                        |                                        |                                        |                                        |                                        |                                        |                                        |                                        |                                        |                                        |                                        |                                        |                                        |                                        |                                        |                                        |                                        |                                        |
|                                        | A csak egy megyében induló listák      | A csak egy megyében induló listák      | A csak egy megyében induló listák      | Homokhát                               | Homokhát                               | Homokhát                               | Homokhát                               | 3                                      | Polgármest.                            | Polgármest.                            | Polgármest.                            | Polgármest.                            | Polgármest.                            | 2                                      | Somogyért                              | Somogyért                              | 10                                     |                                        |                                        | 2                                      | PVME                                   | PVME                                   | 37                                     | 37                                     |
| 2                                      | A csak egy megyében induló listák      | A csak egy megyében induló listák      | A csak egy megyében induló listák      | Baranyai Emb.                          | Baranyai Emb.                          | Baranyai Emb.                          | Baranyai Emb.                          | 2                                      | FETE                                   | FETE                                   | FETE                                   | FETE                                   | Összefogás                             | Összefogás                             | Összefogás                             | Összefogás                             | 4                                      | SZZE                                   | SZZE                                   | SZZE                                   | 2                                      |                                        | 37                                     | 37                                     |
| PFM                                    | PFM                                    | PFM                                    | PFM                                    | PFM                                    | 2                                      |                                        | 1                                      | Hajdúvár. Sz.                          | Hajdúvár. Sz.                          | Hajdúvár. Sz.                          | Hajdúvár. Sz.                          | Hajdúvár. Sz.                          | ZMPPE                                  | ZMPPE                                  | ZMPPE                                  | ZMPPE                                  | ZMPPE                                  | 2                                      |                                        |                                        |                                        |                                        | 37                                     | 37                                     |
| PSZM                                   | PSZM                                   | PSZM                                   | PSZM                                   | 1                                      |                                        | 1                                      | NF                                     | NF                                     | 1                                      | Tiszament.                             | Tiszament.                             | Tiszament.                             | Tiszament.                             | Tiszament.                             | Tiszament.                             | 2                                      | VÖE                                    | VÖE                                    |                                        |                                        |                                        |                                        | 37                                     | 37                                     |
|                                        |                                        |                                        |                                        |                                        |                                        |                                        |                                        |                                        |                                        |                                        |                                        |                                        |                                        |                                        |                                        |                                        |                                        |                                        |                                        |                                        |                                        |                                        |                                        |                                        |
| Forrás: Országos Választási Iroda      |                                        |                                        |                                        |                                        |                                        |                                        |                                        |                                        |                                        |                                        |                                        |                                        |                                        |                                        |                                        |                                        |                                        |                                        |                                        |                                        |                                        |                                        |                                        |                                        |

## Részvételi adatok
Zárójelben a 2002-es önkormányzati választás részvételi adataival:
- 7 órakor 1,12% (0,92%)
- 9 órakor 7,70% (6,42%)
- 11 órakor 18,53% (17,91%)
- 13 órakor 26,98% (26,33%)
- 15 órakor 34,77% (34,66%)
- 17.30 órakor 46,53% (45,78%)
- 19 órakor 53,12% (51,10%)